# Cellular
Cellular é um filme teuto-norte-americano de 2004, dos gêneros ação e suspense, dirigido por David R. Ellis. O filme é estrelado por Chris Evans, Jason Statham, Kim Basinger e William H. Macy nos papéis principais, enquanto Noah Emmerich, Richard Burgi, Valerie Cruz e Jessica Biel são destaque em papéis coadjuvantes. O roteiro foi escrito por  Chris Morgan e Larry Cohen.
O filme foi lançado em 10 de setembro de 2004.

## Sinopse
Jessica Martin (Kim Basinger) é uma professora de biologia do ensino médio que vive com seu marido Craig (Richard Burgi), um corretor de imóveis, e seu filho Ricky (Adam Taylor Gordon). Um dia, depois de levar Ricky ao ponto de ônibus para a escola, ela é sequestrada por um grupo de cinco pessoas que invadem sua casa, matam sua governanta, a confinam no sótão de sua casa segura, e quebram o telefone fixo pendurado em uma das vigas do sótão para impedi-la de entrar em contato com alguém. Jessica, no entanto, consegue usar os fios do telefone quebrado para entrar em contato com o número aleatório.
Enquanto isso, um jovem despreocupado chamado Ryan (Chris Evans) está passeando no Píer de Santa Mônica com seu amigo Chad (Eric Christian Olsen) quando ele se deparou com sua ex-namorada, Chloe (Jessica Biel), que anteriormente havia largado Ryan por ser muito irresponsável, egocêntrico e completamente infantil. Na esperança de voltar com Chloe, Ryan se oferece para distribuir panfletos para o show do Píer e pegar quatro caixas de camisetas do Office Depot; inicialmente, Ryan tem Chad para distribuir os panfletos até que ele retorna com as camisetas. Em seu caminho, Ryan recebe uma chamada em seu celular, um Nokia 6600, da qual Jessica o informa de sua situação de sequestro.
Embora Ryan tome isso como uma brincadeira, Jessica o convence a ir à delegacia, onde ele se reporta ao Sargento Bob Mooney (William H. Macy). Quando uma briga entre vários policiais e membros de gangues apreendidos começa, Mooney é forçado a intervir e diz a Ryan para denunciar o sequestro à divisão de roubos e homicídios. Ethan (Jason Statham), o líder da gangue, pede a Jessica a localização de Craig, e quando Jessica se recusa a fornecer informações que Ethan quer, ele sai para pegar Ricky. Ao ouvi-los, Ryan percebe que o sequestro é real e chega à escola do Ricky, só para ver o garoto sequestrado. Ele sequestra o carro de um oficial de segurança e dá início a uma perseguição. Quando a bateria do telefone acaba, ele pega a arma no carro e vai até uma loja para "comprar" um carregador.
Decidindo verificar a alegação de sequestro de Ryan, Mooney visita a casa de Jessica. Ele conhece Dana Bayback (Valerie Cruz), a única mulher dos sequestradores, posando como Jessica, levando Mooney a acreditar que a alegação é um alarme falso. Com Ricky atrás dele, Ethan volta e pergunta a Jessica sobre um lugar onde seu marido Craig está escondido, "O Campo Esquerdo". Jessica, temendo que os sequestradores matem ela e sua família assim que Craig for encontrado, ataca Ethan, mas é dominada e confessa que é um bar no Aeroporto Internacional de Los Angeles. Antes de Ethan partir, uma mulher (Lin Shaye) tocando música alta em seu carro para ao lado de Ryan, mas Ryan rapidamente silencia seu telefone antes que Ethan possa ficar desconfiado.
Uma conexão cruzada entre as linhas telefônicas faz com que Ryan roube o celular e o carro de um advogado próximo (Rick Hoffman) para manter a conexão. No aeroporto, Ryan coloca a arma em um dos sequestradores, disparando o alarme. Quando a segurança intervém, os sequestradores são revelados como policiais e eles prosseguem para prender Craig. Enquanto em um spa diurno com sua esposa, Mooney vê uma notícia de Ryan na loja pegando o carregador (e roubando o telefone e o carro do advogado) e liga para a casa de Jessica. Ele percebe que a voz na secretária eletrônica é diferente da mulher que conheceu (que tem sotaque).
Os sequestradores escoltam Craig até seu cofre em um banco para pegar uma bolsa, mas Ryan intervém e foge com a bolsa, apenas para deixar cair o celular do advogado enquanto são perseguidos pelos sequestradores. Quando Ryan abre a bolsa de Craig, ele encontra a câmera de vídeo de Craig, na qual Craig filmou involuntariamente os detetives do LAPD Ethan, Mad Dog (Brendan Kelly), Dimitri (Eric Etebari), Bayback, Deason (Matt McColm), e o amigo de Mooney, Jack Tanner (Noah Emmerich), roubando e matando dois traficantes, expondo-os como policiais corruptos.
Ryan rouba o carro do advogado do lote apreendido e recupera seu próprio celular. Mooney retorna à residência de Martin, onde ele mata Bayback em legítima defesa quando ela atira nele. De volta ao esconderijo, Mad Dog descobre que Jessica tem tentado entrar em contato com a ajuda e tenta matá-la, mas Jessica corta propositalmente sua artéria braquial. Antes que Jessica e Ricky possam escapar, eles são pegos pela gangue de Ethan, mas antes que eles possam ser executados com Craig, Ryan entra em contato com Ethan e faz um acordo: a fita de vídeo em troca da família Martin no Píer de Santa Monica.
No píer, Ryan se disfarça e se recusa a dar-lhes a câmera até que os Martins sejam libertados, mas é encontrado por Mooney e Tanner quando Chloe inadvertidamente o expõe. Tanner manda Mooney embora para atendimento médico, sequestra Ryan e o leva para Ethan. Ethan destrói a fita de vídeo, e Tanner manda Deason executar os Martins (embora Deason decida esperar até que eles retornem ao esconderijo para executá-los e evitar suspeitas); no entanto, Mooney ouve a transmissão, domina Dimitri e o algema antes de retornar ao píer. Ryan foge para uma casa de barcos, seguindo uma distração de Chad, onde Tanner e Ethan o perseguem. Ryan nocauteia Tanner, mas é dominado por Ethan antes de Mooney aparecer. Depois de uma breve perseguição, Ryan percebe que Ethan circulou atrás de Mooney e liga para o celular de Ethan. O toque do telefone expõe a posição de Ethan, e Mooney atira nele.
Jéssica atordoa Deason estrangulando-o com sua corrente de algemas na van, e depois liberta o marido e o filho; no entanto, Deason se recupera e tenta matá-los quando Ryan intervém e bate a cabeça na porta do carro. Enquanto Ryan e Mooney estão sendo tratados pelos médicos, Tanner também está exposto, porque Ryan havia copiado a gravação de vídeo em seu celular. Jessica finalmente conhece Ryan, o homem que arriscou sua vida para salvar sua família e, Ryan, bem-humorado, pede a ela para nunca mais ligar para ele.

## Elenco
| Atores               | Personagem          |
| -------------------- | ------------------- |
| Kim Basinger         | Jessica Kate Martin |
| Chris Evans          | Ryan                |
| William H. Macy      | Off. Bob Mooney     |
| Jason Statham        | Ethan               |
| Noah Emmerich        | Det. Jack Tanner    |
| Eric Etebari         | Dmitri              |
| Matt McColm          | Deason              |
| Valerie Cruz         | Dana Bayback        |
| Richard Burgi        | Craig Martin        |
| Adam Taylor Gordon   | Ricky Martin        |
| Rick Hoffman         | Lawyer              |
| Eric Christian Olsen | Chad                |
| Jessica Biel         | Chloe               |
| Will Beinbrink       | LAX Cop             |

## Produção
Larry Cohen, roteirista do filme de suspense Phone Booth de 2002, concebeu Cellular enquanto trabalhava na Sony Pictures. O roteiro original de Cohen imitava Phone Booth em seu tema de uma "sociedade narcisisticamente obcecada" apaixonada por telefones celulares. Sua história se seguiu a um homem de 30 ou 40 anos chamado Theo Novak, que recebeu uma ligação de uma mulher chamada Lenore, que lhe conta que ela e o marido foram seqüestrados em um esconderijo por um grupo de ladrões de bancos. É então revelado que Novak é um ladrão de arte que se sente culpado após resgatar, sem sucesso, um amigo de cometer suicídio no passado; ele concorda em fazer um desvio de uma empresa criminosa e resgatar Lenore. Durante o resgate, Novak é malsucedido, mas depois descobre uma conspiração envolvendo Lenore e seus cúmplices por outro crime com o qual estão envolvidos — finalmente, Novak ganha a vantagem, matando Lenore e seus cúmplices e obtém seu saque no processo, o que o deixa, portanto, um homem rico.
A então vice-presidente da Sony Pictures, Lauren Lloyd foi atraído para o roteiro de Cohen e pensou em apresentar a colegas executivos, mas não teve sucesso em fazê-lo. Ela então deixou a Sony para produzir o projeto de forma independente. Lloyd enviou o roteiro ao seu colega produtor Dean Devlin e prometeu desenvolvê-lo juntos. Visando uma história direta e desprovida de amargura e cinismo presente na versão de Cohen, o casal contratou o roteirista Chris Morgan. Morgan tinha sido apaixonado por elaborar "uma história sobre como uma pessoa comum pode se tornar heróica quando confrontada com um certo conjunto de circunstâncias difíceis", e incorporou isso em Cellular. Na tentativa de acompanhar a ação predominante do roteiro e os elementos de suspense com comédia situacional, além de atrair o público jovem, Morgan se inspirou nos atributos cômicos do personagem fictício Indiana Jones:
Sou um grande fã do humor situacional e sinto que a comédia é melhor quando é a coisa certa na hora certa e não apenas alguém tentando fazer uma piada. Por exemplo, em Os Caçadores da Arca Perdida, quando Indiana Jones se defronta com a luta contra o espadachim e ele apenas pega uma arma e o atira. Isso não é realmente uma piada, mas deu uma risada enorme. Esse é o tipo de humor que tentamos trabalhar.

## Trilha Sonora
A trilha sonora do filme foi composta por John Ottman e lançada em 5 de outubro de 2004 pela gravadora La-La Land Records.

### Lista de faixas
| N.º | Título                         | Duração |  |
| 1.  | "Opening / Abduction"          | 3:09    |  |
| 2.  | "Going Shopping"               | 3:35    |  |
| 3.  | "Making A Connection"          | 2:20    |  |
| 4.  | "The Bait"                     | 3:08    |  |
| 5.  | "Mooney's Curious"             | 1:22    |  |
| 6.  | "Freeing Ricky"                | 4:05    |  |
| 7.  | "School's Out"                 | 4:23    |  |
| 8.  | "We're Going To Die"           | 2:11    |  |
| 9.  | "LAX"                          | 4:21    |  |
| 10. | "Epiphany / The Bank"          | 4:04    |  |
| 11. | "The Pier"                     | 4:10    |  |
| 12. | "Lost Connection / Dirty Cops" | 4:44    |  |
| 13. | "Hot Porsche / Simply Biology" | 3:37    |  |
| 14. | "Police Station"               | 4:01    |  |
| 15. | "Fake Out"                     | 2:12    |  |
| 16. | "Shoot Out"                    | 5:42    |  |

## Recepção

### Crítica
No agregador de críticas dos Estados Unidos, o Rotten Tomatoes, na pontuação onde a equipe do site categoriza as opiniões da  grande mídia e da mídia independente apenas como positivas ou negativas, o filme tem um índice de aprovação de 55% calculado com base em 149 comentários dos críticos. Por comparação, com as mesmas opiniões sendo calculadas usando uma média aritmética ponderada, a nota alcançada é 5,8/10 que é seguida do consenso: "Embora seja enigmático e ocasionalmente pareça um anúncio de celular de última geração, Cellular também é um suspense energético e sinuoso."
Em outro agregador de críticas também dos Estados Unidos, o Metacritic, que calcula as notas das opiniões usando somente uma média aritmética ponderada de determinados veículos de comunicação em maior parte da grande mídia, tem uma pontuação de 60/100, alcançada com base em 29 avaliações da imprensa anexadas no site, com a indicação de "revisões mistas ou neutras".
Entertainment Weekly chamou o filme de "pura emoção de perseguição e suspense", e Claudia Puig, do USA Today, chamou de "um filme de ação bem-humorado na veia de Speed". Roger Ebert classificou o filme com três estrelas e meia e o chamou de "um dos melhores thrillers do ano".
Kim Basinger foi nomeada para Melhor Atriz Coadjuvante no Prêmio Saturno.[carece de fontes?]

### Bilheteria
O filme teve uma receita bruta de US$32,003,620 nos EUA e Canadá e US$24,419,067 em mercados internacionais, totalizando US$56,422,687.[carece de fontes?]